# Кожани (дем)
 Тази статия е за административната единица.  За града, който е неин център, вижте Кожани.  
Кожа̀ни (на гръцки: Δήμος Κοζάνης, Димос Козанис) е дем в област Западна Македония на Република Гърция. Център на дема е едноименният град Кожани.

## Селища
Дем Кожани е създаден на 1 януари 2011 година след обединение на пет стари административни единици – демите Кожани, Еани, Елимия, Димитриос Ипсилантис и Елиспондос.

### Демова единица Димитриос Ипсилантис
Според преброяването от 2001 година дем Димитриос Ипсилантис (Δήμος Δημητρίου Υψηλάντη) с център в Мавродендри има 3018 жители и в него влизат следните демови секции и селища:
- Демова секция Мавродендри

- село Мавродендри (Μαυροδένδρι, старо Караагач)

- Демова секция Ливера

- село Ливера (Λιβερά, старо Курджево)

- Демова секция Пондокоми

- село Пондокоми (Ποντοκώμη, старо Ердогмуш)

- Демова секция Сидерас

- село Сидерас (Σιδεράς, старо Демирджилер)

### Демова единица Еани
Според преброяването от 2001 година дем Еани (Δήμος Αιανής) с център в Еани има 3819 жители и в него влизат следните демови секции и селища:
- Демова секция Еани

- село Еани (на гръцки Αιανή, старо Каляни)

- Демова секция Агия Параскеви

- село Агия Параскеви (Αγία Παρασκευή)

- Демова секция Керасия

- село Керасия (Κερασιά)

- Демова секция Ктени

- село Ктени (Κτένι)

- Демова секция Родяни

- село Родяни (Ροδιανή, старо Радовища)

- Демова секция Римнио

- село Римнио (Ρύμνιο)

- Демова секция Хромио

- село Хромио (Χρώμιο, Сфилци)

### Демова единица Елимия
Според преброяването от 2001 година дем Елимия (Δήμος Ελιμείας) с център в Крокос има 6429 жители и в него влизат следните демови секции и селища:
- Демова секция Крокос

- село Крокос (Κρόκος, старо Гоблица)

- Демова секция Амигдалия

- село Ставроти (Σταυρωτή, старо Хашлар)
- село Амигдалия (Αμυγδαλιά, старо Буюк Текелер)
- село Анатоли (Ανατολή, старо Кючук Текелер)

- Демова секция Ано Коми

- село Ано Коми (Άνω Κώμη, старо Ано Ваница)

- Демова секция Като Коми

- село Като Коми (Κάτω Κώμη, старо Като Ваница)

- Демова секция Кесария

- село Кесария (Καισάρεια)
- село Кипос (Κήπος, старо Бахче)

- Демова секция Кондовуни

- село Кондовуни (Κοντοβούνι, старо Докчилар)
- село Пиргос (Πύργος)

- Демова секция Милия

- село Милия (Μηλιά, старо Милотин)

- Демова секция Спарто

- село Спарто (Σπάρτο, старо Салтакли)

### Демова единица Елиспондос
Според преброяването от 2001 година дем Елиспондос (Δήμος Ελλησπόντου) с център в Килада има 7966 жители и в него влизат следните демови секции и селища:
- Демова секция Килада

- село Килада (на гръцки Κοιλάδα, старо Юскюплер)
- село Кремасти (Κρεμαστή, старо Кахирманли)
- село Тимария (Θυμαριά, старо Кьоселер)

- Демова секция Авги

- село Авги (Αυγή, старо Иделова)

- Демова секция Агиос Димитриос

- село Агиос Димитриос (Άγιος Δημήτριος, старо Топчилар)
- село Агио Пневма (Άγιο Πνεύμα)

- Демова секция Агиос Хараламбос

- село Агиос Хараламбос (Άγιος Χαράλαμπος, старо Ишаклар)

- Демова секция Акрини

- село Акрини (Ακρινή, старо Инеоба)
- село Профитис Илияс (Προφήτης Ηλίας)

- Демова секция Воскохори

- село Воскохори (Βοσκοχώρι, старо Чобанли)

- Демова секция Дрепано

- село Дрепано (Δρέπανο, старо Караджилар)
- село Галани (Γαλάνι, старо Чакирли)

- Демова секция Капнохори

- село Капнохори (Καπνοχώρι, старо Софулар)
- село Анатолико (Ανατολικό, старо Евренесли)
- село Скафи (Σκάφη, старо Юкуз Ова)

- Демова секция Клитос

- село Клитос (Κλείτος, старо Хайдарли)

- Демова секция Полимилос

- село Полимилос (Πολύμυλος, старо Хадова)
- село Агии Теодори (Άγιοι Θεόδωροι, старо Окчилар)
- село Агия Параскеви (Αγία Παρασκευή)
- село Зоодохос Пиги (Ζωοδόχος Πηγή)
- село Левендис (Λεβέντης, стари Ишъклар)

- Демова секция Ряки

- село Ряки (Ρυάκι, старо Моранли)

- Демова секция Тетралофос

- село Тетралофос (Τετράλοφος, старо Дортали)

### Демова единица Кожани
Според преброяването от 2001 година дем Кожани има население от 47 451 души и в него влизат следните селища:
- Демова секция Кожани

- град Кожани (Κοζάνη, Козани)
- село Агия Кириаки (Αγία Κυριακή)
- старчески дом Гирокомио (Γηροκομείο) (98)

- Демова секция Алонакия

- село Алонакия (Αλωνάκια, старо Сарихалар)

- Демова секция Антотопос

- село Антотопос (Ανθότοπος, старо Калпуджилар)
- село Кипари (Κηπάρι, старо Бахче Ловаси)

- Демова секция Аргилос

- село Аргилос (Άργιλος, старо Еникьой)
- манастир Възнесение Христово (Ιερά Μονή Αναλήψεως)
- болница Спинарис (Σπινάρης)

- Демова секция Ватеро

- село Ватеро (Βατερό, старо Коджа Матли)

- Демова секция Ексохи

- село Ексохи (Εξοχή, старо Баракли)

- Демова секция Инои

- село Инои (Οινόη, старо Илесли)

- Демова секция Каламия

- село Каламия (Καλαμιά, старо Кало Обаси)

- Демова секция Каридица

- село Каридица (Καρυδίτσα, старо Спурта)

- Демова секция Кила

- село Кила (Κοίλα, старо Исламли)
- село Мелисия (Μελίσσια, старо Синекли)

- Демова секция Ксиролимни

- село Ксиролимни (Ξηρολίμνη, старо Сахинлар)

- Демова секция Левковриси

- село Левковриси (Λευκόβρυση, старо Извор)

- Демова секция Левкопиги

- село Левкопиги (Λευκοπηγή, старо Велища)

- Демова секция Лигери

- село Лигери (Λυγερή, старо Деинли)

- Демова секция Метаморфоси

- село Метаморфоси (Μεταμόρφωση, старо Дравуданища)

- Демова секция Неа Никополи

- село Неа Никополи (Νέα Νικόπολη, старо Кючук Матли)

- Демова секция Петрана

- село Петрана (Πετρανά, старо Джиджилер)
- хотел „Целикас“ (Τσελίκας)

- Демова секция Протохори

- село Протохори (Πρωτοχώρι, старо Портораз)

- Демова секция Птелеа

- село Птелеа (Πτελέα, старо Сармусар)

- Демова секция Скити

- село Скити (Σκήτη, старо Деделер)
- село Кокинарас (Κοκκιναράς, старо Къръмзикьой)

- Демова секция Харавги

- село Неа Харавги (Νέα Χαραυγή)
- село Харавги (Χαραυγή, старо Джумая)